# 久留米絣
久留米絣（くるめかすり）は、福岡県久留米市および周辺の旧久留米藩地域で製造されている絣。綿織物で、藍染めが主体。あらかじめ藍と白に染め分けた糸（絣糸）を用いて製織し、文様を表す。伊予絣、備後絣とともに日本三大絣の一つともされる。久留米絣の技法は1956年に重要無形文化財に指定され、1976年には通商産業大臣により伝統工芸品に指定された。
南方から琉球を経由して伝わった絣と別に、江戸時代の後期に、井上伝という当時１２歳の少女が創始したとされる。久留米藩が産業として奨励していた。一時は年間200〜300万反を生産したが、戦後は洋装化により絣の需要が激減。現在は少量の生産にとどまるなか、久留米絣を用いたスニーカーやカバンといった新商品開発など、新たな動きも出てきている。
織り手であった農家の娘たちが口ずさんでいた労働歌を、明治時代に買い付けに来た全国各地の商人が聞いて宿屋で芸者とともに楽しみ、商売道具のそろばんで機織りの音を再現したことから始まった「久留米そろばん踊り」が伝わっている。

日本の小説家、太宰治は久留米絣を用いた着物を好んで着ていた。

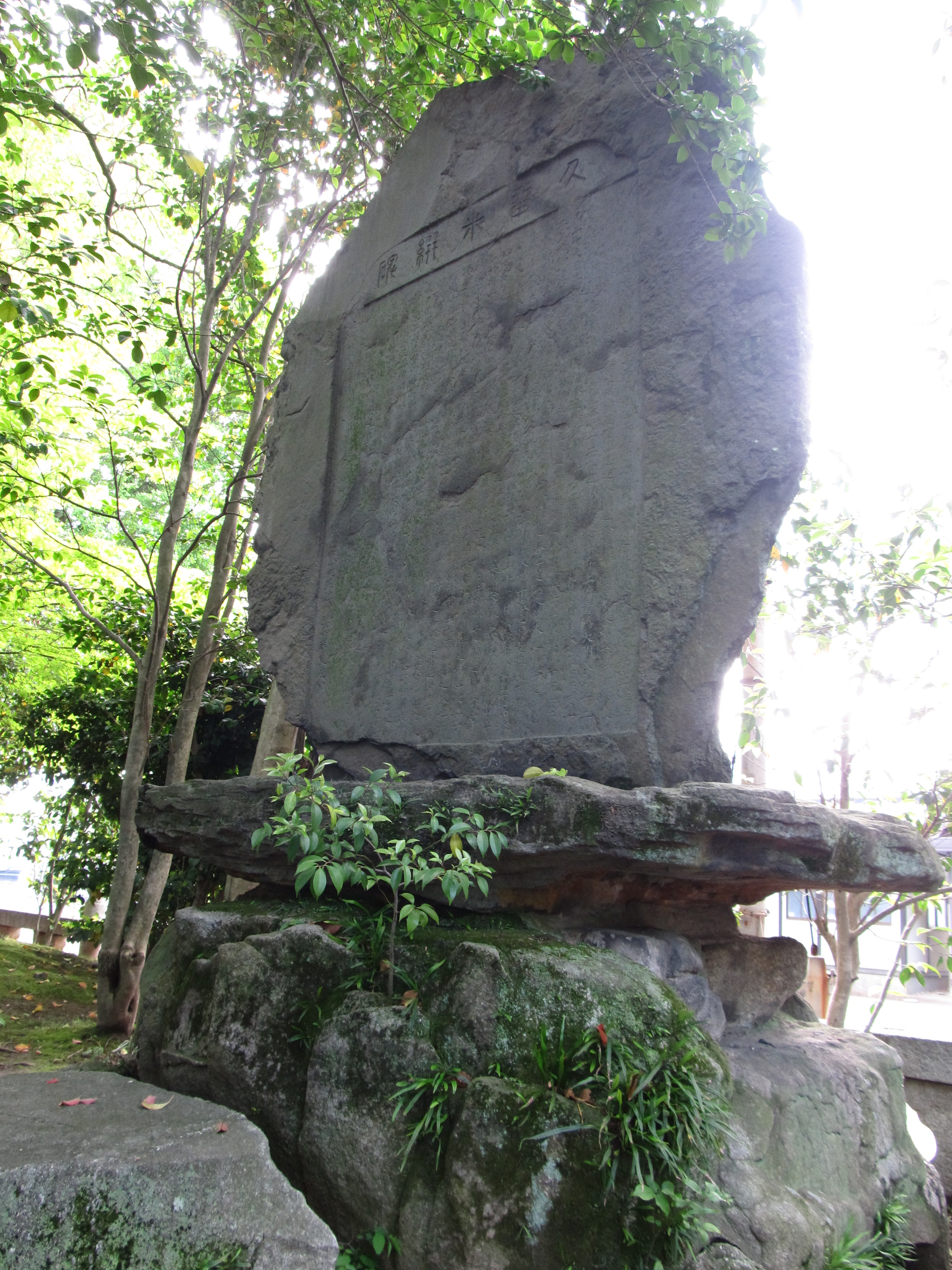
福岡県久留米市の水天宮にある「久留米絣碑」。